# Azotyny

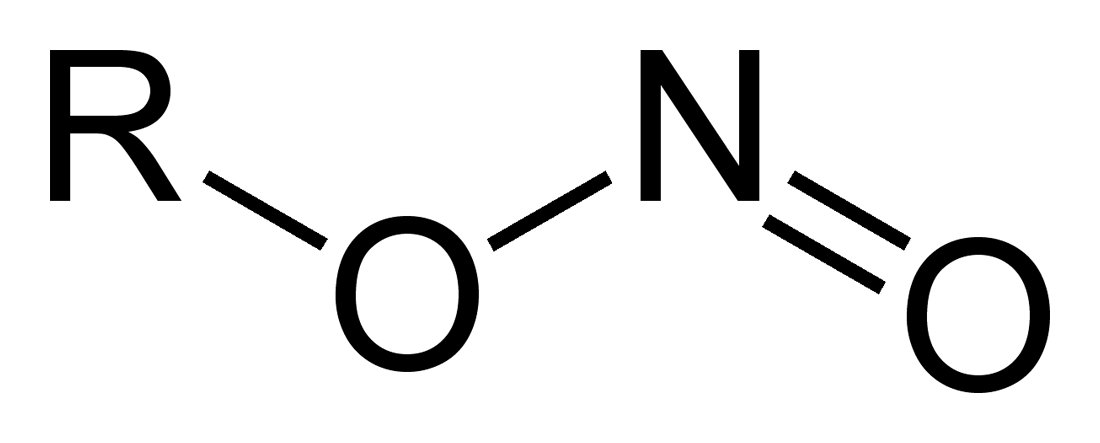
Ester azotynowy

Azotyny, nazwa Stocka: azotany(III) – grupa związków chemicznych, soli lub estrów kwasu azotawego.

## Budowa azotynów

Jon NO2-. Na obu atomach tlenu występują częściowe ładunki ujemne

Wszystkie azotyny zawierają jon NO−
2. Jon ten jest izoelektronowy (ma tę samą liczbę elektronów i ich rozmieszczenie) z cząsteczką ozonu. Od anionu NO−
3 występującego w azotanach różni się tym, że trzeci ze zhybrydyzowanych orbitali sp² nie tworzy wiązania z atomem tlenu – zostaje zajęty przez niewiążącą parę elektronową. Obydwa wiązania N−O są równocenne, a cząsteczka ma kształt trójkąta równoramiennego. Budowę jonu azotynowego opisać też można za pomocą struktur rezonansowych:
W wyniku przyjęcia przez jon NO−
2 kationu (np. wodoru czy metalu), na utworzenie wiązania jest zużywana jedna z niewiążących par elektronowych któregoś z atomów tlenu. W przypadku reakcji jonu NO−
2 np. z atomem węgla powstają zarówno estry kwasu azotawego, jak i związki nitrowe.

## Właściwości
Nieorganiczne azotyny są substancjami krystalicznymi. Rozpuszczają się w wodzie. Mogą wykazywać zarówno właściwości redukujące, np. wobec nadmanganianu potasu w kwaśnym środowisku:
2KMnO
4 + 5KNO
2 + 3H
2SO
4 → 2MnSO
4 + 5KNO
3 + K
2SO
4 + 3H
2O
czyli jonowo:
2MnO−
4 + 5NO−
2 + 6H+
 → 2Mn2+
 + 5NO−
3 + 3H
2O
jak i utleniające, np. wobec wodorków niemetali.
Azotyny nieorganiczne reagują w środowisku kwaśnym z pierwszorzędowymi aminami aromatycznymi. Reakcja ta nosi nazwę diazowania, a w jej wyniku powstają nietrwałe sole diazoniowe, które zwykle od razu poddaje się dalszym reakcjom, np. :
Do wykrywania azotynów, można wykorzystać odczynnik Griessa. Metoda ta pozwala także na oznaczanie azotanów po ich wstępnej redukcji do azotynów.

## Otrzymywanie
Azotyny nieorganiczne można otrzymać przez wprowadzenie mieszaniny tlenku azotu i dwutlenku azotu do roztworów wodorotlenków lub węglanów metali alkalicznych, np.
2NaOH + NO + NO
2 → 2NaNO
2 + H
2O
Inną metodą jest redukcja stopionych azotanów metalicznym ołowiem, np.
NaNO
3 + Pb → NaNO
2 + PbO
Niektóre azotany redukują się do azotynów w wyniku podgrzania, np.
2KNO
3 → 2KNO
2 + O
2

## Wpływ na zdrowie
Azotyny (także azotany) są znanymi konserwantami stosowanymi dla zmniejszenia ryzyka ich przedawkowania w mieszaninie z solą kuchenną. Azotyny i azotany pomagają chronić wyroby mięsne przed zepsuciem. Według polskiej normy w wyrobach mięsnych maksymalne stężenie dodatku konserwującego (E249, E250, E251, E252) zostało ustalone na 150 mg/kg, a w produktach mięsnych sterylizowanych (konserwach) – 100 mg/kg. Peklowane mięsne produkty tradycyjne mogą zawierać 180 mg/kg. Według Światowej Organizacji Zdrowia dopuszczalne dzienne spożycie (ADI) wynosi 0 – 0,1 mg/kilogram masy ciała/dzień.
- Regularne spożywanie azotanów i azotynów większa ryzyko rozwoju nowotworów. Codzienne spożywanie 50 g mięsa przetworzonego zwiększa ryzyko zachorowania na raka jelita grubego o 18%[8][9].
- Na szkodliwe działanie azotynów i azotanów najbardziej narażone są małe dzieci, kobiety w ciąży, osoby przewlekle chore i starsze[7].

- Azotyny i azotany obniżają wartość odżywcza pokarmów i wchłanianie witaminy A i witamin z grupy B[10].

## Ważniejsze azotyny
- azotyn potasu
- azotyn sodu
- azotyn amonu
- azotyn izoamylu